# ルミネtheよしもと なう。
『ルミネtheよしもと なう。』（ルミネ ザ よしもとなう）は、Ustreamにて2010年（平成22年）10月25日から2012年（平成24年）5月31日まで、毎日1回目12:15 - 2回目15:15 - 3回目19:15 - に生放送、2011年（平成23年）12月31日から平日は1回目12:45 - 2回目15:15 - 3回目19:15 -（LUMI☆NETA90が公演される時のみ3回目がある）に、土日祝日は1回目11:15- 2回目13:45- 3回目16:15- （JST）に生放送されていた帯情報バラエティ番組・トーク番組。
2012年（平成22年）6月1日からは前説芸人が好きな時間に配信する不定期配信となった｡

## 概要
- ルミネtheよしもと9周年企画の1つとして始まった、前説（2011年7月 - 中説）芸人による楽屋発信のトーク番組。
- 元々はツイッター連動ライブ配信がルーツであり、ハッシュタグ#ytaliveはその名残である。

### 内容
- 公演情報などイベント情報
- （時にゲストを交えた）フリートーク、寄せられたコメントとのやりとりなど。

### 観覧
- 通常はルミネ楽屋（給湯室横）より配信されており、観覧不可能。
- ゴールデンウィークなど期間限定でルミネtheよしもとロビーより公開配信することがあり、その際は自由に観覧できる。

## 司会（MC）担当
- その日のルミネtheよしもと公演の前説（2011年7月 - 中説、8月中旬より再び前説？）を担当する芸人による。
- 毎月1〜2回担当。
- 2011年4月 - 6月、前説担当がルミネHPのスケジュールに記載された。
- 歴代担当MC（初登場順） - 天狗・バウンサー・げんき〜ず・南国姉妹・トレンディエンジェル・シューレスジョー・ボーイフレンド・シソンヌ・タモンズ・トンファー・ハンマミーヤ・御茶ノ水男子・もっこすファイヤー・すずらん・桃組・ゆう太だい介・ブレーメン・メルヘン倶楽部・初恋タロー・オープンスペース・キャッチ!!・井下好井・オバアチャン・ピクニック・田畑藤本・まさむね・アロハ・マヂカルラブリー・山田カントリー・ありがとう・猫デココ・ガリバートンネル・少年感覚・バース・スパイク・あわよくば・ヒダリウマ・TEAM BANANA・パルパティーン・マンキンタン・オリオンリーグ・エレベーターマンション・ジェラードン・笑鷺。初回は天狗が､最終回は山田カントリーがMCを務めた｡
- アンダーエイジは当初、2011年5月30日の司会（ルミネ前説）の予定だったが、住みますプロジェクトに選ばれたため猫デココに変更された。

## 派生イベント

### ルミネtheよしもと なう。らいぶ
＜第1回＞
- 2011年5月3日 モーニングイベントとして開催。サブタイトルは「生でだらだらはいかがでしょう？」。
- ライブMC：エハラマサヒロ、出演：番組MC担当芸人よりすずらん・初恋タロー・キャッチ!!・桃組・天狗・井下好井・ハンマミーヤ・オープンスペース・シソンヌ・バウンサー・ゆう太だい介・御茶ノ水男子の12組。
- 各種ランキング（2011年5月1日時点での、配信時間・ゲストの登場回数）発表。
- MCの問題発言および行動に関するチクリコーナー。
- チクリ該当MCの罰ゲームは、「『アカンでい』の声が公演舞台に響いた」天狗の上半身裸での全力あっちむいてホイ、「本日ライブ中の過激発言」井下好井好井のエンディング後の一人ギャグなど、盛り上がりを見せた。

＜第2回＞
- 2011年8月20日 モーニングイベントとして開催。サブタイトルは「生でだらだら”笑顔の2011夏”」。
- ライブMC：エハラマサヒロ、出演：番組MC担当芸人よりすずらん・初恋タロー・キャッチ!!・天狗・オープンスペース・シソンヌ・御茶ノ水男子・オバアチャン・田畑藤本・ボーイフレンド・山田カントリー・ありがとう・猫デココの13組。
- 上記13組の平均視聴者数ランキングの発表。また同時に、ほぼ毎回の配信を見守っている笑い上戸の女性スタッフから、各コンビに対する一言コメントも発表された。
  - 以下、順位・コンビ名・平均視聴者数・一言コメント（「」表記）である。
    - 1位:御茶ノ水男子-133.3人「下ネタが酷いが視聴者数が多いので、目をつぶっている。」
    - 2位:田畑藤本-64.4人「毎回『視聴者数100人を目指している』とツイッターに告知をしている所は良い。2人共カメラを意識しないでトークをしている。田畑は多忙で疲れているのか集中力が切れている時がある（先輩芸人である佐久間一行の名前を『さくまいっこう』と言ってしまった）」
    - 3位:シソンヌ-43.4人「視聴者数を意識しすぎている」
    - 4位:ボーイフレンド-34.4人「宮川は新婚生活について暗い事ばかり話すが、嘘でも良いので幸せな新婚生活の話をしてほしい。黒沼は相方でも処理できないボケをする事がある」
    - 5位:すずらん-33.9人「マイクが壊れた時に急遽2人のアドリブで行った、筆談大喜利はスタッフの評価が非常に高い。山本の（山本が配信時によく着用する）ベストの話が面白い」
    - 6位:天狗-31.3人「2人が『2丁拳銃の漫才が見たいから』という理由で配信中に席を立ってしまい、席を立った20分間をスタッフが繋いだ。川田のファッション・おしゃれについての話を聞いているとイライラする」
    - 7位:ありがとう-30.8人「細野がアイドルぶっている→スタッフが細野に『今日はアイドルの細野さんでなく、ありがとうの細野さんで良いんですよね』と尋ねると細野は『いや、アイドルの細野です』と答えた」
    - 8位:山田カントリー-30.2人「視聴者数0からスタートした時はどうなるかと思ったが、暫くすると視聴者数が1になった。その1人がオープンスペース高橋だった」
    - 9位:キャッチ!!-28.2人「ほぼ毎回配信を見守っているスタッフが休みの日の配信の際、配信中に、ばっしーがそのスタッフが電話に出るまで電話をし続けた」
    - 10位:オープンスペース-26.9人「毎回、配信開始10分前には必ず来ていてすばらしい。歌を歌っているだけの配信をする事がある」
    - 11位:猫デココ-26.5人「安友のゲームの話についていけない」
    - 12位:オバアチャン-20.4人「赤枝が毒舌すぎる」
    - 13位:初恋タロー-15.2人「何をやっていたのか全く覚えていない」
- 舞台上のモニターと楽屋の配信ブースを中継してそれぞれの生配信を「再現」するコーナー（御茶ノ水男子・ボーイフレンド・天狗・オープンスペースが実際に再現。MCエハラマサヒロが配信強制終了ボタンを持っていて「これは見ていてキツイ」とエハラが判断するとボタンが押され、強制終了する）。
- 初恋タローの初恋タローは、平均視聴者数ランキングで発表されたスタッフの一言コメントが発表された際、ショックのあまり泣き出してしまった。

＜第3回＞
- 2011年12月23日 モーニングイベントとして開催予定。サブタイトルは「生でだらだら“毎日3回生配信の報告会”」。
- ライブMC：エハラマサヒロ、出演：番組MC担当芸人よりすずらん・キャッチ!!・山田カントリー・オバアチャン・猫デココ・オープンスペース・ハンマミーヤ・御茶ノ水男子・田畑藤本・ボーイフレンド・TEAM BANANA・スパイク・あわよくば・ヒダリウマの14組（猫デココとTEAM BANANAは追加で発表された）。
- 上記14組の平均視聴者数ランキングの発表。また同時に、ほぼ毎回の配信を見守っている笑い上戸の女性スタッフから、各コンビに対する一言コメントも発表された。
  - 以下、順位・コンビ名・平均視聴者数・一言コメント（「」表記）である。
    - 1位:御茶ノ水男子-102人「視聴者からの質問にも丁寧に答えていて感謝しっぱなしです」
    - 2位:田畑藤本-58人「田畑が真剣な顔で(真顔で)30分くらい女性有名人を､どう落とすか語っていた」
    - 3位:あわよくば-48人「特に思い当たることがない」
    - 4位:TEAM BANANA-46人「スタッフを芸人扱いしてくる」
    - 5位:ボーイフレンド-○人(ライブ中に発表されず)「オープニングで意味不明な奇声を出す」
    - 6位:ヒダリウマ-43人「よく分からないテンションになる｡→コンビでオロナミンCをCM風に飲み､どちらの方が良かったか?など」
    - 7位:スパイク-42人「配信中､松浦の歌のレッスンが始まる」
    - 8位:山田カントリー-○人(ライブ中に発表されず)「山田が『今日はぶちかます!』と冒頭に言うも､結局いつもと変わらない｡カントリー忍(浅井のキャラ)はいつ出ますか?」
    - 9位:すずらん-○人(ライブ中に発表されず)「スタッフにもファンが居るほど面白い｡山本の肩外しが面白い」
    - 10位:猫デココ-○人(ライブ中に発表されず)「女子にも伝わる話をしようと努力している」
    - 11位:キャッチ!!-27人「○○○○」(ライブ中に発表されず)
    - 12位:オバアチャン-25人「赤枝の視聴者への毒舌すぎる」
    - 13位:オープンスペース-22人「○○○○」(ライブ中に発表されず)
    - 14位:ハンマミーヤ-9人 ｢視聴者数を上げようという意識が見られない｣
- 舞台上のモニターと楽屋の配信ブースを中継してそれぞれの生配信を「再現」するコーナー（スパイク･ボーイフレンド･山田カントリーが実際に再現。MCエハラマサヒロが配信強制終了ボタンを持っていて「これは見ていてキツイ」とエハラが判断するとボタンが押され、強制終了する）。
- クリスマス前という事で､来場者全員に芸人がプリントされた名刺サイズのクリスマスカードが配られた(芸人の指定はできない)。

## 番組の流れ、タイムテーブル
- あいさつ→ MC自己紹介→ ルミネ公演情報→ トーク
- 1回目のみ、ルミネ東南口で当日呼び込み活動を行う超若手芸人のプレゼンコーナーあり（春から秋はNSC出たてのため、プレゼンコーナーはまだないとのこと）。
- かなり自由度が高く、タイムテーブルはない。
- 機材の調子やときにMCスタンバイなどで、開始まで数分程度かかることあり。
- 中説や休憩時間（ロビー配信時）など制約がある日以外は、終了タイミングもMC担当にまかされている。
- 前日MCからの「むちゃ振り」実行企画あり（→エピソード）
- 2011年9月15日、「むちゃ振り」企画は同日で終了し「なうレター」を始めることに決まった。

## アーカイブ
- 配信終了後から翌日午前（ごろ）までの間、番組アーカイブを視聴することができる。
- 機材不具合などでアーカイブが出なかったこともあるが稀。

## 主な出来事

### 配信変更や休止
急遽（もしくは予定通りに）休止・途中中断・一時中断などの処置が採られた主な出来事は以下の通り。
放送休止
- 2011年10月2日･2011年11月27日（MCは共にすずらん）・2011年11月6日（MCはオバアチャン）の3回目配信は、THE MANZAI 2011の本戦サーキットのため休止。
- 2011年12月15日はルミネの本公演が貸切講演だった為､放送休止｡
- 2011年12月24日（MCは猫デココ）、25日（MCはオバアチャン）、29日（MCはオープンスペース）の3回目配信は放送休止。

途中中断
一時中断
- 2011年11月6日1回目配信、冒頭から機材トラブルのため映像だけの配信となり配信を一時中断、そのまま1回目配信は中止となる。その後、機械トラブルが解消し15:30から2回目配信から配信が再開された（MCはオバアチャン）。

無音配信
- 2011年7月2日1回目、冒頭より機器トラブルのため画像のみの配信となり、無音のまま（書き文字使用）の告知や書き込みで題を募集した大喜利をゲストと共に行い時間いっぱい放送した（MCすずらん、ゲストBコースハブ）。

### 視聴数最多記録
- 2011年12月31日現在、歴代最高視聴者数はキャッチ!!の689人（2011年8月21日2回目配信）。
- 同日現在、2位はキャッチ!!の374人（2011年4月19日3回目配信）、3位はあわよくばの365人（2011年7月24日3回目配信）、4位はすずらんの306人（2011年12月31日3回目配信）、5位は田畑藤本の256人（2011年10月22日3回目配信）。

### 配信最長・最短記録
- 5月1日時点での最長（殿堂入り）はキャッチ!!の122分。
- 2011年12月20日現在、最長はヒダリウマの156分(2011年8月6日3回目配信)。
- 同日現在、2位はあわよくばの136分（2011年8月4日3回目配信）、3位はオバアチャンの129分（2011年9月7日3回目配信）、4位はゆう太だい介の125分（2011年12月20日1回目配信）、5位は同率でヒダリウマ（2011年7月25日1回目配信）とキャッチ!!（2011年8月21日2回目配信）の124分、7位はキャッチ!!の122分（2011年4月19日3回目配信）、8位は同率で少年感覚（2011年10月23日2回目配信）とTEAM BANANA（2011年10月24日3回目配信）とキャッチ!!（2011年11月26日3回目配信）の110分。

### 最多登場ゲスト
- 最多登場回数は、ミルククラウンジェントルの21回（5月1日付）。[2]
- サカイストまさよし・中山功太・エハラマサヒロらは、ルミネ出番の際にかなりの確率でゲスト登場する。
- はんにゃ川島・しずる池田・チーモンチョーチュウ菊地・ピース綾部・ラフ・コントロール森木・NON STYLE石田・天津向・永井佑一郎・あべこうじもよく登場する。
- COWCOWよしは紙コップに顔を描いたキャラクターのみ当初よく登場した。
- 御茶ノ水男子佐藤はシソンヌの担当回によく駆けつけた。

## 特別配信
急遽放送となったもの。
定期公演の配信や予定の企画（畑中しんじろうのテレビ通り店長中継など）は含んでいない。

### 年越しなう。（仮）
- 2011年1月1日AM2:00頃 - 5:00頃放送。
- オールナイトライブ出演者が超・多数登場。
- 放送時間も長かったが視聴者数も未明にもかかわらず、当時の最高記録をたたき出した（300？）
- パンサー菅などによりスタート。初めはUstブースに休憩しにきただけだったらしい。
- あべこうじ・ギンナナ金成は着物姿で登場した。

### 中山功太トーク（仮）
- 2010年12月 - 2011年6月までに3回放送あり

### ゲリラ配信裏ルミネなう。（仮）
- 2011年6月1日 16時過ぎ - 18時過ぎ
- 次長課長井上、ネゴシックスの2人がルミネで空き時間ができたことからゲリラ配信を開始。麒麟川島も参加。
- 放送開始直後一切告知を行わず、視聴者数がほぼ0からどうやって増えるか観察していた。
- 視聴者から素早い反応がないと怒っていた。
- 生配信での視聴者数が約80人、翌々日（異例）まで閲覧できたアーカイブの視聴回数は約1,500。
- 次長課長井上によると「またやるぞ。」とのこと。[3]

## 通常配信のエピソード

### 番組内
- 冒頭で、始まってるのに気づかず会話をして途中で気づく小芝居をする（すずらん）。
- タイトルを正しく言わない「ルミネtheよしもと なうなうなう。」「よしもとゴールデンボンバー！」または、素でまちがえる「よしもとルミネざナウ！」（すずらん）。
- 自己紹介のときに持ちギャグをする。「こんにちは、光浦靖子です」「いや似てるけど！！」（天狗）「ごめんなさいね明太子みたいな色して、食べんでよ〜！！」（キャッチ!!）「ん〜〜、ちょーいちょーい」（もっこすファイヤー）
- キャッチ!!ばっしーは配信しながら自分の携帯でUstへのコメント（相方の悪口など）を入れる。
- 今日のこの配信は自分の冠番組！と強調（シューレスジョー）。
- 天狗は一度、配信中に中説（本公演の休憩時間にライブ中についての注意事項を話す）に出た事がある。その間、遊びにきていた初恋タローこうすけがつないだ。
- 猫デココ安友が憧れのFUJIWARAの舞台を見るため2回とも長時間不在になり、その間関田がつないだ。
- 御茶ノ水男子は「御茶男theすけべえ なう。」という独自のエロトークコーナーを恒例にしている。そこに一度チュートリアル徳井が飛び入り参加し、爆弾発言をして帰っていった[4]。
- 2011年10月22日1回目配信で、突然中田カウスが出演した。その日のMCであった田畑藤本は驚きの余り、中田カウス出演後しばらく沈黙し、そのまま配信を終了させた。

### むちゃ振り（ - 2011年9月15日まで）
- 「パンいちになる」の指令が続いた（ゆう太だい介）
- 「頭になにか書く」「前髪を増やす」（トレンディエンジェル）
- キャッチ!!あっしーがチャラ男キャラなため、よく「チャラ男に変身」指令を出した（シューレスジョー、ゆう太だい介、桃組、もっこすファイヤーなど）。
- コンビのおとなしい方に変身の指令・・「だい介がタモリでテレフォンショッキング（ゆう太だい介）」、「斉藤が徹子の部屋（バウンサー）」
- 相方に変身（南国姉妹） ほくろを増やす（井下好井） どろぼうメイク（オープンスペース）
- ドラキュラ（まさむね）[5]
- その他変身お題・・「江頭2:50」「ハローケイスケ」（キャッチ!!）
- 「チャラ男髪型ができるまでを生で（その間相方がB'zを唄いながらあるあるを言う）」（キャッチ!!）
- 「怪談話をする後ろで、相方が無音でファンタスティポを全力で踊る」（ありがとう）
- 「マル・マル・モリ・モリ!ダンスを2人で全力で」（※山本かなりふざけた）（すずらん）
- 「OPテーマをつくる」「EDテーマをつくる」（桃組）。[6]
- 「結成秘話をエロく語る」（桃組）
- オロナミンCを7本一気飲みした後に初キスの場所を言う（初恋タロー）（もっこすファイヤー）
- 笑い上戸キャラの高橋に、笑うことを禁じて配信（オープンスペース）
- スタイリッシュキャラのレオの前髪を、ぜんぶ上げたままで配信（バウンサー）
- 生配信中に母に電話、しかし父が出て気まずい会話に（メルヘン倶楽部）
- 年下の先輩であるミルククラウンジェントルに、タメ口で話す（シューレスジョー）
- 東京ダイナマイトにゲストに出てもらい、タメ口で一言つっこむ（バウンサー）[7]
- オリエンタルラジオにゲストに出てもらい、人見知りの山本が話をする（すずらん）[8]

### なうレター（2011年9月16日 - ）
- ゆう太だい介が「むちゃ振りのネタがない」と笑い上戸のスタッフに提案したところ即採用。第1回目の手紙の相手は御茶ノ水男子。
- 翌日MC宛てに前日MCが手紙を書くというもの。内容の制約は特になく、似顔絵や無茶ぶりを書く芸人もいる。
- 2011年10月19日担当MCのハンマミーヤが配信時に、前日MCのメルヘン倶楽部から宛てられたなうレターを読む事も、翌日担当MCのガリバートンネルになうレターを書く事も忘れてしまった。そのため翌10月20日担当MCのガリバートンネルには、なうレターが宛てられず、ハンマミーヤ宛てのメルヘン倶楽部の手紙を読んだ。
- 2011年11月22日、前日MCのメルヘン倶楽部が書いた翌日担当MCのハンマミーヤ宛てのなうレターが紛失するというトラブルが発生。結局、ハンマミーヤは配信中に自分達宛てに書かれたメルヘン倶楽部のなうレターを読む事が出来なかった。

### ゲスト
- ごくまれに、「今、出番でスベった」と報告しにくるゲストあり。
- 配信場所が通常は給湯室横のため、誰かのうがいの音が時々入る。
- チーモンチョーチュウ白井、平成ノブシコブシ吉村は、頻繁に画面外からいたずらを仕掛ける（アメなどを投げる、カメラを動かすなど）。
- 中山功太は、直近の自分のイベント告知をした後にかならず「面白い話」をして帰っていく。
- サカイストまさよしの告知のうまさに、その日のMCが驚き落ちこむことが多い。
- ブラマヨ小杉はトレンディエンジェルMCの時に現れて薄毛つながりでトークをする。[9]
- パンクブーブー黒瀬が吉本新喜劇・松下とともに「手芸部」をアピールした。[10]
- もう中学生がバウンサーとよく一緒に蕎麦を食べると言っている件に関する謎の究明。[11]
- キングコング西野・ロザン菅が、MCアロハVITAによる初回のタロット占いの結果、共通の過去カードが出た。[12]
- NON STYLE石田も4月12日のアロハMC回でVITAのタロット占いを受けたが、恋愛に関してシビアなカードが出た。
- ジャルジャル後藤と、初対面のグリーンランド杉木（独自に同日山手線一周しゴールして登場）が同期ということで意気投合し、その場で食事の約束をして実際に行った。[13]
- 犬の心押見は、直前にUst出演してMCすずらん山本と絡んだ為に舞台でネタをカんだと再登場時ぼやいた。[14]
- ゆったり感江崎は何回か登場し阿波踊りを披露。相方の中村は画面に登場するのを何度か拒否した。
- 天津向は、初対面のMCすずらん山本に先輩付き合いを丁寧にアドバイスするも、気のない返事に「おれが一回でもケンカした事あったらなぐってる」と立腹。またいったんはけた後、「長かった」と言ったのを聞いて戻り山本に攻撃（飛び込みチョップ）をした。[15]
- よしもと所属以外で「ルミネtheよしもとなう。」に初めて出演した芸人はラブレターズである。2011年10月24日3回目配信(MCはTEAM BANANA)で、視聴者から「(月刊コント10月号に出演している)ラブレターズを出演させてほしい」というリクエストツイートが大量にあり、月刊コント終了後、TEAM BANANA藤本がラブレターズに出演交渉しラブレターズが出演した。

## 不定期配信(2012年6月1日 - )
- 2012年6月1日から前説担当芸人による不定期配信となった｡
- 担当芸人と番組タイトル
  - 2012年6月
    - 1日-ヒダリウマ｢ヒダリウマパーティー｣/2日-バース｢背中を伸ばして｣/3日-猫デココ｢ぜんそく中年｣/4日-ハンマミーヤ｢パワー☆ゼリー｣/5日-デニス｢デニスのデビュー戦｣/6日-ガリバートンネル｢ガリバートンネルなう｡｣/7日-ボーイフレンド｢ボーイフレンドアフタヌーン｣/8日-オープンスペース｢オープンスペースはいかがでSHOW!?｣/9日-桃組「かんづめ」/11日-パルパティーン｢パルパティーンのごきげんいかがでSHOW!｣/12日-あわよくば「あわよくばと・・・」/13日-オリオンリーグ「オリオンリーグのにーにーねーねーみんな見て～｣/14日-ジェラードン｢ジェラードンのPURE LOVE SONG｣/15日-メルヘン倶楽部｢突然メルヘン倶楽部｣/16日-TEAM BANANA「TEAM BANANAの『藤本23歳最後の配信』」/17日-ガリバートンネル「ガリバートンネルミネなう。」/18日-ボーイフレンド「ボーイフレンドアフタヌーン」/19日-ダイタク「ダイ？タク？どっちでSHOW!～打倒サカイスト!!～」-/20日-猫デココ「中年アロハ」/21日-スパイク「しほとはるなの四つ葉のクローバー」/22日-マンキンタン「マンキンタンのこんな真っ昼間から小部屋で生マン」/23日-山田カントリー「ぃや～まだまだ」/24日-オープンスペース「オープンスペースはいかがでSHOW?」/25日-笑鷺「笑鷺のうだつの上がらない我らアポロン」/26日-エレベーターマンション「エレベーターマンションのなう。いわくつき」/27日-桃組「かんづめ」/28日-TEAM BANANA「藤本、２４歳最初の配信」/29日-山田カントリー「ぃや～まだまだ」/30日-オバアチャン「オバアチャンといっしょ」

  - 2012年7月
    - 1日-スパイク「しほとはるなの四つ葉のクローバー」/3日-ダイタク「ダイ？タク？どっちでSHOW!～打倒サカイスト!!～」/4日-デニス｢デニスの2回戦｣/6日-ハンマミーヤ｢パワー☆ゼリー｣/7日-山田カントリー「ぃや～まだまだ」/8日-田畑藤本「田畑藤本の期末試験対策講座」/9日-オリオンリーグ/10日-猫デココ｢ホノルル気分｣/11日-ゆう太だい介「ゆう太だい介のなう。なう！なーう！！」/13日-エレベーターマンション「エレベーターマンションのなう。いわくつき」/14日-オープンスペース「オープンスペースはいかがでSHOW?」/16日-山田カントリー「ぃや～まだまだ」/17日-スパイク「しほとはるなの四つ葉のクローバー」/19日-あわよくば「あわよくばと・・・」/20日-オバアチャン「オバアチャンといっしょ」/21日-桃組「かんづめ」/22日-ジェラードン/23日-笑鷺「笑鷺のうだつの上がらない我らアポロン」/25日-マンキンタン「こんな真っ昼間から小部屋で生マン」/27日-田畑藤本「田畑藤本の夏期講習」/28日-猫デココ「中年オリンピック」/29日-ボーイフレンド「ボーイフレンドアフタヌーン」/30日-TEAM BANANA「リバウンド街道」/31日-KBBY

  - 2012年8月
    - 1日-山田カントリー「ぃや～まだまだ」/4日-デニス｢デニスの3戦目｣/5日-ダイタク「ダイタクのお悩み相談室」/8日-あわよくば「あわよくばと・・・」/9日-ゆう太だい介/10日-まごころしたごころ/11日-エレベーターマンション/13日-ボーイフレンド「ボーイフレンドアフタヌーン」/17日-猫デココ｢猫デココの中年人間ドック｣/19日-ネルソンズ｢ネルソンズの岸と和田と青山Let's go！」/20日-ダイタク「ダイ？タク？どっちでSHOW!～打倒吉田たち!!～」/21日-マンキンタン「こんな真っ昼間から小部屋で生マン」]/22日-ジェラードン｢にゃろんぺん｣/23日-パルパティーン/24日-オバアチャン「オバアチャンと一緒」/26日-TEAM BANANA/27日-猫デココ「中年オンライン」